# Lucio Aradio Valerio Proculo
Lucio Aradio Valerio Proculo signo Populonio (latino: Lucius Aradius Valerius Proculus signo Populonius; fl. 336–352) è stato un politico romano di età imperiale, due volte praefectus urbi (337–338 e 351–352) e console (340).

## Cariche ricoperte
Sul Celio, dove sorgeva la sua domus, sono state ritrovate diverse basi di statue a lui dedicate dai suoi clientes: due per opera del collegio dei commercianti di maiali e dei confezionatori di carne suina, una dai cittadini di Puteoli di cui era patrono e una dal collegio dei panificatori. La base della prima di queste statue elenca alcuni suoi titoli religiosi e le magistrature che ricoprì fino al 340:
- augure
- pontefice maggiore
- quindecemvir sacris faciundi
- pontifex flavialis
- praetor tutelaris
- legato propretore della Numidia
- peraequator census della Gallaecia

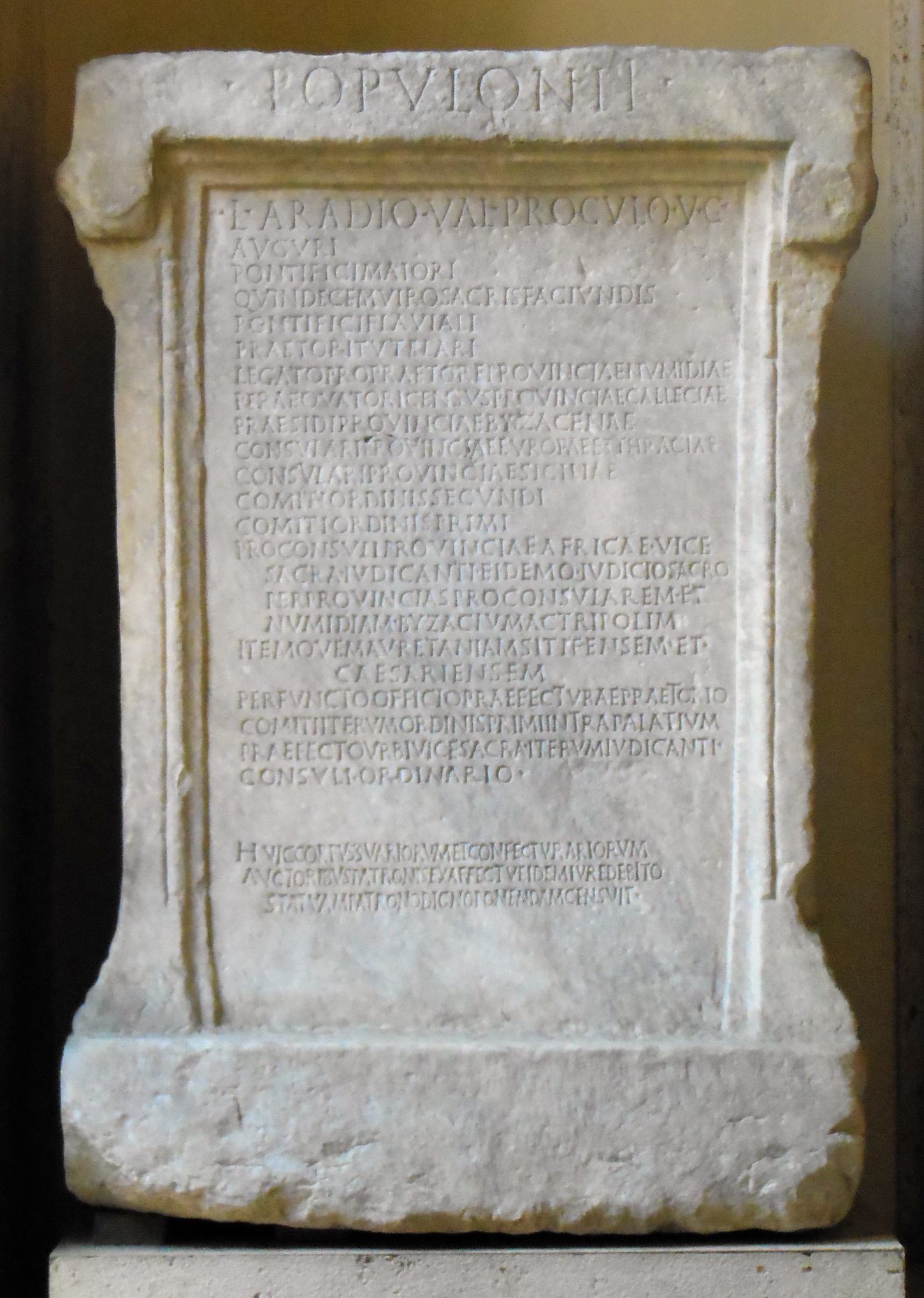
Base di statua eretta in onore di Valerio Proculo dal collegio dei commercianti di maiali e dei confezionatori di carne suina (Corpus suariorum et confectuariorum)

- praeses della Bizacena
- consolare dell'Europa e Tracia
- consolare della Sicilia
- comes di secondo ordine
- comes di primo ordine
- proconsole d'Africa
- vice sacra iudicanti per le province dell'Africa proconsolare, Numidia, Bizacena, Tripolitana, Mauretania Sitifense, Mauretania Cesariense
- prefetto del pretorio
- comes di primo ordine presso il palazzo imperiale per la seconda volta
- praefectus urbi di Roma
- vice sacra iudicanti (per la seconda volta)
- console ordinario.

Nel 351–352 ricoprì la carica di praefectus urbi per la seconda volta. Fu dunque una figura di grandissimo livello sotto l'imperatore Costantino I, come attestato anche da una lettera indirizzatagli dall'imperatore e conservata attraverso una copia marmorea nel Foro di Traiano (probabilmente collegata a un'altra statua dedicata a Proculo).
Lucio Aurelio Avianio Simmaco gli dedicò un epigramma.

### Fonti primarie
- Cronografo del 354 (MGH Chronica Minora I, 1892, p. 69).
- CIL VI, 1690, CIL VI, 1691, CIL VI, 1692, CIL VI, 1693, CIL VI, 1694, AE 1934, 158, CIL VIII, 24521, CIL VI, 41179

### Fonti secondarie
- «Proculus 11», in Arnold Hugh Martin Jones, John Robert Martindale, John Morris, The Prosopography of the Later Roman Empire (PLRE), Volume 1, Cambridge University Press, Cambridge 1971, ISBN 0-521-07233-6, p. 747–749.